# Riccardo Ferri
Riccardo Ferri (Crema, 20 augustus 1963) is een voormalig profvoetballer uit Italië die speelde als verdediger.

## Clubcarrière
Ferri speelde tussen 1978 en 1993 voor Internazionale en Sampdoria in totaal 326 competitiewedstrijden, waarin hij zes doelpunten maakte.

## Interlandcarrière
Ferri kwam in totaal 45 keer uit voor het Italiaans voetbalelftal in de periode 1986–1992. Onder leiding van bondscoach Azeglio Vicini maakte hij zijn debuut op 6 december 1986 in de EK-kwalificatiewedstrijd tegen Malta in Attard, net als Gianfranco Matteoli (Internazionale) en Giuseppe Giannini (AS Roma). Ferri nam in die wedstrijd na elf minuten het openingsdoelpunt voor zijn rekening. Daarnaast behoorde hij tot het olympische elftal dat in 1984 deelnam aan het voetbaltoernooi op de Zomerspelen in Los Angeles. Daar verloor de Italiaanse ploeg van Joegoslavië in de strijd om de bronzen medaille

## Erelijst
Internazionale
- Serie A

1989
- Coppa Italia

1982
- UEFA Cup

1991, 1994